# 羽田雄一郎
羽田 雄一郎（はた ゆういちろう、1967年〈昭和42年〉7月29日 - 2020年〈令和2年〉12月27日）は、日本の政治家。従三位。
国土交通大臣（第17代）、海洋政策担当大臣（野田第2次改造内閣）、参議院国土交通委員長、参議院沖縄及び北方問題に関する特別委員長、参議院議員（5期）、立憲民主党参議院幹事長、民進党参議院幹事長、民主党幹事長代行、民主党参議院幹事長、民主党参議院国会対策委員長などを歴任。

## 来歴
東京都世田谷区で生まれた。千代田区立富士見小学校、成城学園中学校、敬和学園高等学校、玉川大学文学部芸術学科児童専修課程卒業。大学卒業後は伊藤忠記念財団に勤務し、子ども向け書籍の購入助成事業などで全国を駆け回った。1997年より衆議院議員で自身の父親の羽田孜の秘書を務める。
1999年10月、村沢牧（社会民主党）の死去に伴う参議院長野県選挙区補欠選挙に、父・羽田孜が所属する民主党公認で立候補し、自由民主党の深沢賢一郎らを破り初当選。2001年の第19回参議院議員通常選挙・2007年の第21回参議院議員通常選挙でも再選された。なお、2006年、長野県知事選挙への出馬を要請されたが、辞退した。この選挙では現職の田中康夫が落選し、村井仁が初当選した。
2010年7月、民主党参議院国会対策委員長に就任。
2012年6月4日に発足した野田第2次改造内閣において、国土交通大臣に就任、初入閣した。また、同日付で、国務大臣としての所管事項として「海洋に関する施策を集中的かつ総合的に推進するため企画立案及び行政各部の所管する事務の調整」を担当することとなった。野田第3次改造内閣では国交大臣に留任し、「海洋に関する施策を集中的かつ総合的に推進するため企画立案及び行政各部の所管する事務の調整」は前原誠司国家戦略担当大臣へ担当が交代。
父が政界を引退したことに伴い、2012年12月の第46回衆議院議員総選挙にて父の地盤である衆議院長野3区から後継者として鞍替え出馬することを検討していたが、民主党が世襲候補者の選挙出馬を認めない方針を打ち出したことから、鞍替えの断念を余儀なくされた。
2013年7月の第23回参議院議員通常選挙では民主党への逆風の中で当選し、4選。同年8月、郡司彰参議院議員会長の下で、民主党参議院幹事長に就任。同月、沖縄及び北方問題に関する特別委員長に就任した。
2015年1月に行われた民主党代表選挙では、元幹事長・細野豪志の推薦人に名を連ねた。
2017年9月に行われた民進党代表選挙後の執行部人事で幹事長代理に就任。11月、小川勝也参議院議員が自身の長男の不祥事で離党届を提出したことに伴い、後任の参議院幹事長に就任した。
2018年5月7日、民進党と希望の党の合流により結党された国民民主党に参加、同党の役員室長に就任した。

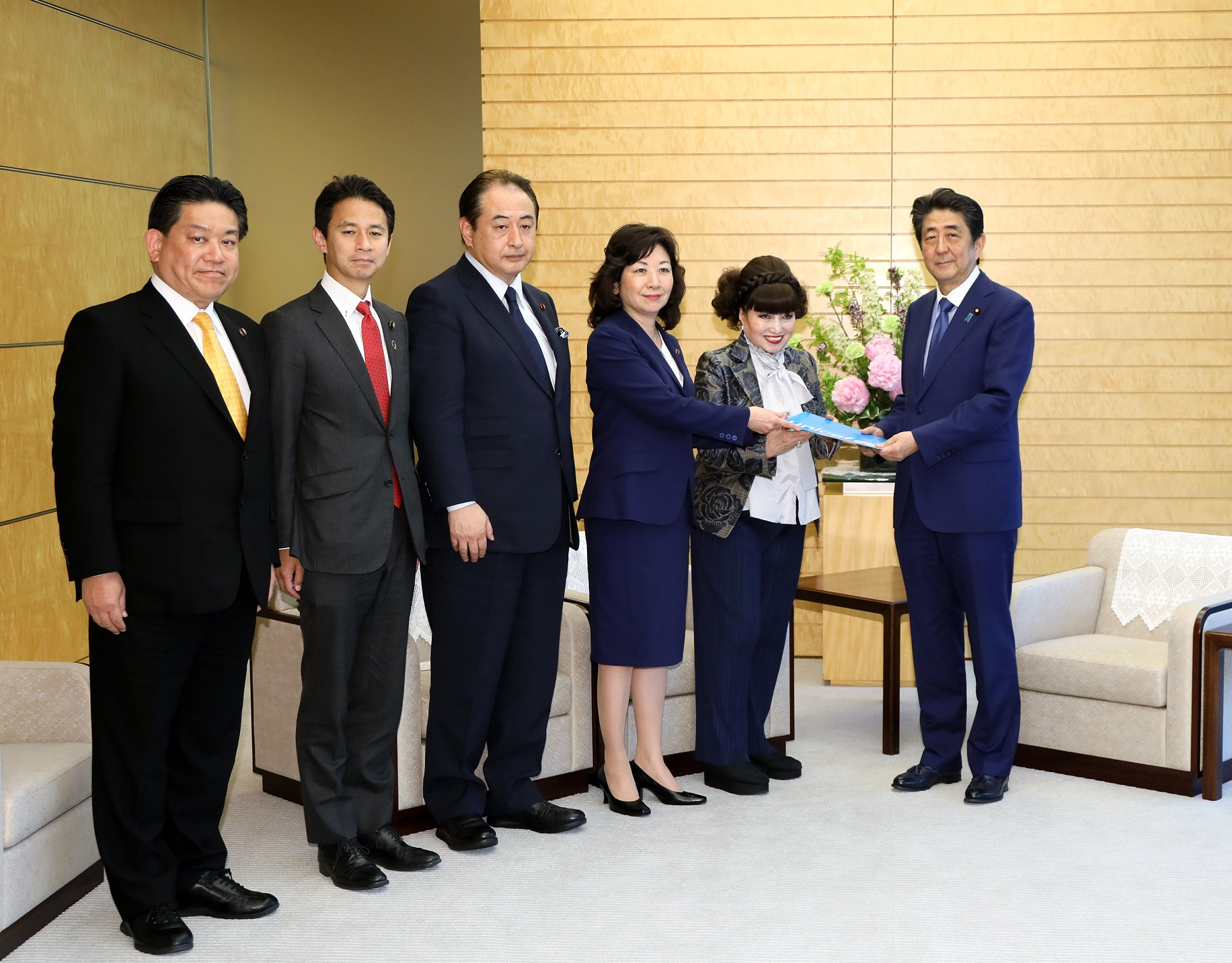
2019年5月16日、内閣総理大臣官邸にて（左から、羽田雄一郎、谷合正明、御法川信英、野田聖子、黒柳徹子、安倍晋三）

2019年7月21日投開票の第25回参議院議員通常選挙で5選。
2020年1月30日、参議院本会議で2019年度補正予算案が採決された際、地元に大被害を出した令和元年東日本台風の復旧復興費を含む予算案だったことから、国民民主党の方針に造反して賛成票を投じた。これを受け党は2月5日の役員会で厳重注意処分とした。同年9月15日には、立憲民主党と国民民主党が合流して新たに誕生した立憲民主党に参加、同党と社会民主党との参議院会派の幹事長に就任した。

### 新型コロナウイルスへの感染と死去
2020年12月27日16時34分、新型コロナウイルス感染症（COVID-19）のため、救急搬送された東京大学医学部附属病院で死去した。53歳没。日本の現職国会議員が新型コロナウイルスに感染して死亡した初の事例になった。後に羽田の妻や秘書、関係者などにより、発症から死亡までの経緯が以下の通り、明らかにされている。
発症前となる同月20、21日は公務がなく自宅で過ごし、22日は財務省の職員らと計3回面談し、党の常任幹事会に出席。23日は地元長野で県連の会合に参加、会見にも出席し、その日のうちに帰京した。
発症当日となった同月24日、知人から新型コロナウイルスに感染したとの連絡があったことから、体調に変化はなかったものの、念のため予定をキャンセルして、自宅で待機していた。秘書はこの間にかかりつけ医や参議院の医務室に連絡して、PCR検査を受検する手配を進めていたが、この当時は検査体制が逼迫し、受け入れ先が決まらなかったという。その後、同日深夜に38.6度の発熱などの症状があらわれ、自宅内で家族と隔離を進めることとなった。翌25日朝に36.5度まで熱が下がったが、夜に再び38.3度まで発熱。秘書は2日後に都内のクリニックにPCR検査予約を入れ、羽田自身も東京都の発熱センターに連絡し自宅待機を続けたが、発熱を繰り返す以外に主だった症状はなく、妻によれば食事も普通にとれていたという。
発症4日目となる同月27日、午後に都内のクリニックでPCR検査の受検が予定されており、秘書とは午前中まではいつも通りのやり取りを続けていたが、午後に迎えに来た際には羽田は既に呼吸が荒く、ふらついた状態であらわれ、秘書が運転する車でクリニックへ向かったが、呼吸が荒い状態は続いて羽田が「俺、肺炎かな」といった後、会話が途切れた。その後、クリニックに到着したが後部座席で羽田はすでに呼吸が停止した状態で、秘書はその場で救急車を手配し、心臓マッサージなどの救命措置を受け、東大付属病院へ緊急搬送された。しかし、病院到着後に死亡が確認された。簡易検査において新型コロナウイルスの疑いがあったため、羽田の遺体はシートに覆われて安置された。急報を受けて駆け付けた羽田の妻や秘書は遺体に触れることはできず、表情も確認することはできなかったという。その後の東京都監察医務院による検視において、PCR検査で新型コロナウイルスの陽性が判明、発病から死亡までの期間は「不詳」とされた。翌28日に立憲民主党幹事長の福山哲郎が明かしたところによれば、羽田には糖尿病、高脂血症、高血圧の基礎疾患があったという。また、羽田の妻もその後、新型コロナウイルスへの感染が判明している。羽田の遺体は翌年1月5日に火葬された。
2021年1月19日、日本政府は死没日をもって従三位に叙し、旭日大綬章を追贈することを決定した。同年5月19日、参院本会議での哀悼演説は親交のあった尾辻秀久が務めた。
同年1月の参議院内閣委員会において参院議員の杉尾秀哉が今回の件について「痛恨の極みです。直前まで（羽田は）とても元気でした。本当に信じられません。改めて新型コロナの怖さ、問題点を指摘したい」と質問。「羽田さんのように急逝し、後で検査をして陽性だとわかったケースはたくさんある。もう一度、政策を見直してください」と無症状者へのPCR検査拡大等を訴えた。政府の新型コロナウイルス対策を担当する西村康稔経済再生担当大臣は「心からご冥福をお祈りしたいと思います。こういった事態が起こらないように全力を挙げて取り組んでいきたい」と応じた。
羽田の死去に伴う参議院長野選挙区の補欠選挙は翌2021年4月25日に実施され、雄一郎の弟・次郎が当選した。

## 政策・主張
重要課題
自身の重視する重要課題として、「国のかたちの再構築」「税の仕組みの再構築」「国民の暮らしと繁栄」を挙げている。
安全保障
憲法9条の改正、集団的自衛権の行使に反対。
原発
日本の原発について、当面は必要だが将来は廃止すべき。
原発の海外輸出を進めるべきでない。
選択的夫婦別姓制度
選択的夫婦別姓の導入に「どちらかと言えば賛成」「賛同」。
静岡空港
2003年、静岡空港建設反対の国会議員署名活動で署名者に加わっている。
靖国神社
みんなで靖国神社に参拝する国会議員の会に所属しており、例年終戦の日に靖国神社を参拝している。国土交通大臣を務めていた2012年にも参拝を行い、これが2009年の政権交代以来、初の民主党現職閣僚による終戦の日の靖国参拝となった（ただし、同日朝に参拝した松原仁国家公安委員会委員長が時間差で第1号）。なお父・羽田孜も同会会員で、かつては会長も務めていた。しかし2019年1月、市民団体との会合で「安倍首相に参拝してもらいたいと言う人もいる。そことくみして良いのか」と語り脱会も含めた再考を行っていると発言した。

## 疑惑
2018年7月に発覚した文部科学省汚職事件において、贈賄容疑で逮捕された医療コンサルタント会社の役員の男に自身の政策顧問の肩書を持たせていたことを、文部科学省は10月30日の自民党部会で明らかにしている。

## 発言
中国製冷凍餃子中毒事件
2007年12月下旬から2008年1月にかけて発生した中国製冷凍餃子中毒事件への対応について、最初の事例発生から報道まで、約1か月経過していることを指摘し、「大きな責任が行政にある」と述べた。
尖閣諸島中国漁船衝突事件
2010年の尖閣諸島中国漁船衝突事件で、中国漁船が海上保安庁の巡視船に衝突した際のビデオ公開について、「国益を損なってはならず、慎重に取り扱う必要がある」と述べた。

## 人物
「羽田」という姓はもともと「秦」で、ルーツは二千数百年前、中国の秦代にあるという。父・羽田孜同様、夏季には省エネルックの愛用者であり、冬季には人民服風のマオカラースーツの愛用者であった。
大の子ども好きで、保育士資格を有する。
母の祖父である津下紋太郎（カルピス製造会長）がプロテスタント系クリスチャンであった影響もあり、自身もプロテスタントであることを生前に明らかにしていた。高校3年生の時、日本基督教団新潟教会で洗礼を受けた。2012年6月の野田第2次改造内閣での国土交通大臣就任記者会見で、プロテスタントのクリスチャンであることを話し、日本基督教団富士見町教会に所属しながらも、公務に忙殺され、なかなか通うことができない実情を語っていた。

## 家族・親族
羽田家
- 曽祖父・貞義 （1864年 - 1933年、長野県人、師範学校校長）
- 祖父・武嗣郎（1903年 - 1979年、長野県人、衆議院議員、農林政務次官）
- 祖母・とし子（1912年 - ?、長野電鉄創業者・神津藤平の三女）
- 父・孜（1935年 - 2017年、衆議院議員、内閣総理大臣）
- 母・綏子（1940年 - 、日本理研ゴム（現在のオカモト）の副社長、津下綱平の長女）
- 弟・次郎（1969年 - 、参議院議員）
- 妻・七栄(1974年12月26日生、学習院大卒[54])、大本組会長・大本百稔の長女）
  - 長男・隆一郎(2003年4月19日生[54])
  - 次男・幸一郎(2005年5月13日生[54])

二男一女

## 所属していた団体・議員連盟
- 親学推進議員連盟（副会長）
- パチンコ・チェーンストア協会（政治分野アドバイザー[57]）
- 民主党ワイン産業振興議員連盟（事務局長）
- 民主党モータースポーツ推進議員連盟（事務局長）
- 有志議員による建設職人の安全・地位向上推進議員連盟（副会長）
- みんなで靖国神社に参拝する国会議員の会（2019年脱退[58]）